# Anaeroarcus burkinensis
L'Anaeroarcus burkinensis   è una specie di batterio appartenente alla famiglia delle Acidaminococcaceae.